# Devario aequipinnatus
Devario aequipinnatus é uma espécie de Actinopterygii da família Cyprinidae.
Peixe apreciado por aquariofilistas por ser um animal bastante agitado e brincalhão nos aquários. Por ser peixe de cardume, convem manter sempre mais de um espécime no tanque.
Apenas pode ser encontrada no seguinte país: Sri Lanka.